# Гуамская операция (1944)
Гуамская операция (англ. Battle of Guam) — военная операция вооружённых сил США против японской армии и флота на тихоокеанском театре военных действий Второй мировой войны с задачей захвата острова Гуам, происходившая с 21 июля по 10 августа 1944 года в рамках Марианской операции.

## Военно-оперативная ситуация
Гуам является крупнейшим из группы Марианских островов, его длина составляет 48 км в длину и 14 км в ширину. В результате испано-американской войны в 1898 году он стал управляемой США территорией. В результате Гуамской операции (1941) остров был 11 декабря 1941 года захвачен японской армией. Японии со времён окончания Первой мировой войны уже принадлежали остальные Марианские острова.
Гуам был крайне важен для вооружённых сил США — в первую очередь благодаря своей величине — как опорный пункт для проведения наступательных операций на Филиппины, Тайвань и острова Рюкю. Кроме того, в Апра-Харбор имелась глубоководная гавань, в которой могли останавливаться крупные боевые корабли, а также 2 взлётно-посадочные полосы для стратегических бомбардировщиков дальней авиации типа Boeing B-29. Американцы планировали на начальном этапе операции по овладению Гуамом проведение мощных бомбардировок острова, в первую очередь возведённых на нём японцами укреплений. Тяжёлые бомбардировщики должны были направляться для выполнения этой задачи с баз на Маршалловых островах, расположенных в 2 тысячах километров восточнее Гуама.
Согласно плану генерального штаба ВМС США на Тихом океане захват острова Сайпан в северной части Марианских островов был запланирован на 15 июня, а высадка американского десанта на Гуам — на 18 июня. Однако отчаянное сопротивление японских частей на Сайпане и попытка японского флота перехватить инициативу (сражение у Филиппинских островов) вынудили американцев отодвинуть на месяц начало Гуамской операции.

## Ход боёв
Высадка американских десантов на Гуам началась утром 21 июля 1944 года, в западной части Гуама, по обе стороны от полуострова Ороте (где находился аэродром). Несмотря на значительные потери и трудности при высадке — японской артиллерии удалось потопить 20 бронетранспортёров-амфибий; кроме этого рифы вдоль берегов и сильный прибой не позволяли десантным судам подойти к берегу ближе, чем на несколько сотен метров — американцам удалось захватить и удержать 2 плацдарма на побережье, а также переправить туда танки. К вечеру первого дня наступления десантникам удалось продвинуться вглубь острова на 2 километра. 28 июля им удалось соединить оба плацдарма, а 30 июля — занять взлётно-посадочные полосы у Ороте и гавань Апра-Харбор.

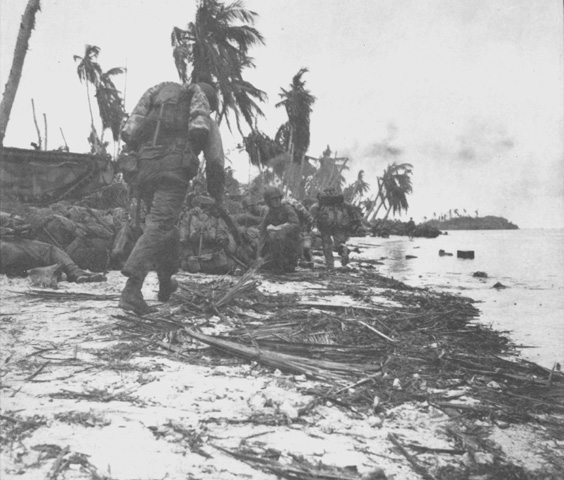
Морпехи продвигаются по берегу

С самого начала высадки частей США на Гуаме японские подразделения оказывали им ожесточённое сопротивление, предпринимая преимущественно ночные атаки, изматывавшие американцев. 28 июля погиб командующий японским гарнизоном Гуама, генерал-лейтенант Такэси Такасима, и его заменил на этом посту генерал-лейтенант Хидэёси Обата. К началу августа у японских войск начинает ощущаться нехватка продовольствия и вооружений, в исправности оставалось лишь несколько танков. В связи с этим генерал Обата отвёл свои части с юга острова в центральную, горную часть Гуама, где закрепился для оказания длительного сопротивления. Несмотря на подавляющее преимущество американцев в воздухе и нанесение ими сильных ударов со стороны океана корабельной артиллерией, продвижение вглубь острова происходило с трудом — в том числе из-за непрекращавшихся ливневых дождей и непроходимых, густых джунглей. Лишь 4 августа войскам США удалось прорвать линию укреплений японцев в центральной части Гуама, после атаки на гору Барракуда.
Как и в подавляющем большинстве других сражений на тихоокеанских островах в 1944—1945 годах, солдаты японского гарнизона Гуама отказались капитулировать и были практически все уничтожены. Тем не менее отдельные, уцелевшие группки японских солдат продолжали и позднее вести свою «герилью» на острове.

## Результаты
Захват Гуама имел большое стратегическое значение для дальнейшего ведения боевых действий в акватории Тихого океана. На острове были проложены новые 5 взлётных полос для бомбардировщиков B-29, которые с этой авиабазы достигали Токио, районы центральной Японии и западной части Тихого океана.

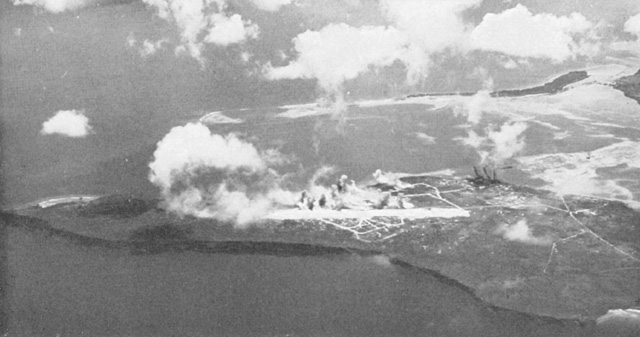
Полуостров Ороте во время авианалёта
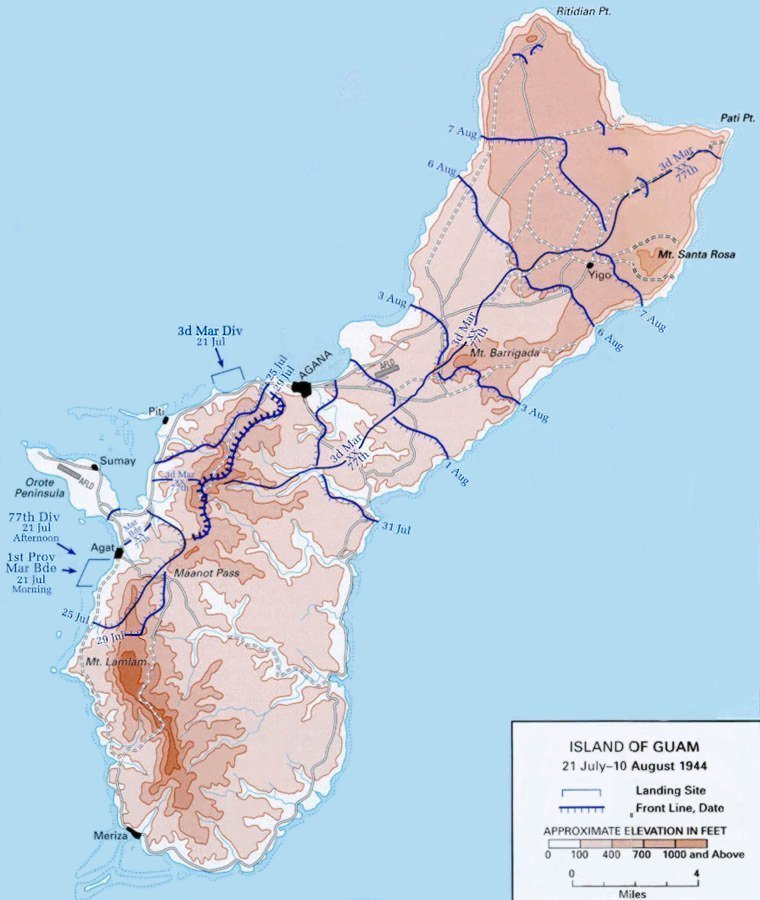
Карта сражения за Гуам